# Bitard
Pour l’article ayant un titre homophone, voir Bitar.
 (juillet 2010).
Améliorez-le ou discutez des points à vérifier. 
 (octobre 2019).
Si vous disposez d'ouvrages ou d'articles de référence ou si vous connaissez des sites web de qualité traitant du thème abordé ici, merci de compléter l'article en donnant les références utiles à sa vérifiabilité et en les liant à la section « Notes et références ».
Selon la légende, le Bitard (ou Outarde) serait un animal mythique qui vivrait dans la forêt de Ligugé près de Poitiers. Il a donné son nom à une confrérie étudiante, l'ordre du Vénéré Bitard, inspirée des écrits de Rabelais.
Le Bitard est une créature chimérique, semi-divine, à tête de fouine, corps de carpe, pattes de lièvre, avec des plumes de paon. Il porte autour du cou des palmes académiques.

## La légende

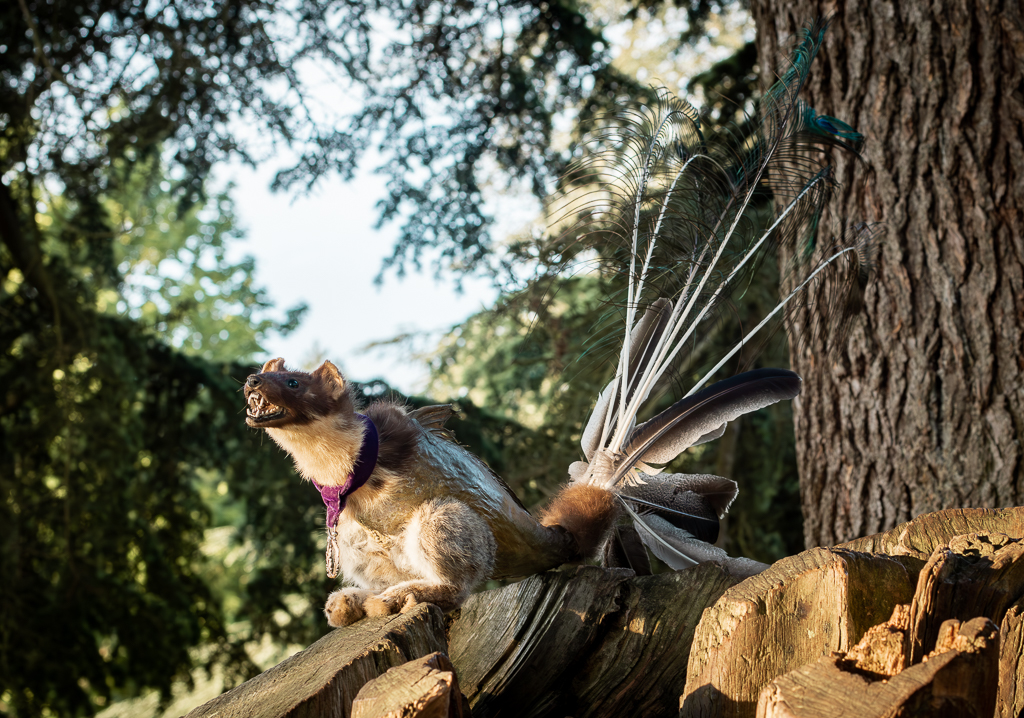
Le Vénéré Bitard (L.S.T.!) dans son environnement naturel.

L'origine du Bitard a été relatée par R. Jozereau, un conteur poitevin. Elle est publiée par fragments, dans la revue poitevine La Grand Goule (cette revue, publiée à partir de juin 1929, tire son nom d'un animal légendaire du Poitou, la Grand'Goule). 
Une version plus complète est proposée par Jozereau dans son livre Pierres en prières. Tel qu'il est décrit à l'origine, le Bitard tient sa tête de la fouine, son corps du saumon, son derrière empenné de plumes de dindon, ses pattes du basset. 
Le conte originel relate que, parmi les étudiants de Poitiers, des "anciens" accompagnent des jeunes dans les bois, à la recherche de cet animal mythique qu'est le bitard. Devant l'attirer dans un sac, avec une lumière, le jeune étudiant se fait surprendre par un garde-champêtre, et doit alors s'acquitter d'une amende pour braconnage... 
On retrouve mention de cette farce hors du monde étudiant, par exemple chez des domestiques, lors de l'accueil de nouveaux, comme relaté dans les Bulletins de la Société de statistique du département des Deux-Sèvres de 1879. C'est le principe également de la chasse au dahut, un autre animal fabuleux. 
La première chasse au bitard reproduit ce conte, elle est organisée par P. Janvier en 1923, par l'intermédiaire de l'Association Générale des Etudiants de Poitiers (AGEP). Elle consiste en une reproduction du conte. Les bitardiers sont alors ceux qui chassent le bitard, et le Grand Bitardier est celui qui trouvera l'effigie du bitard dans les bois. 
À l'époque du conte de Jozereau, le bitard n'est pas unique: il y a des bitards mâles et femelles, et on trouve même des illustrations dans la Grand Goule d'un meneur de bitards, avec un parterre de ces chimères à ses pieds. 

Une fois réappropriée par les étudiants de Poitiers, le bitard devient un être exceptionnel, unique et mythique, la chasse s'éloignant de la reproduction stricte du conte. Comme on le trouve mentionné dans les documents de l'Ordre du Bitard: 
"Le dieu des estudiants de Poitiers trouve ses origines dans les temps anciens, quand les dieux habitaient encore l'Olympe. Junon, épouse de Jupiter, fauta un jour avec un berger. Le courroux de son mari fut sans limite et il en influença le destin. Elle enfanta dans la douleur et le rejeton fut un monstre. Sa tête fut celle d'une fouine, le corps celui d'une carpe et pour se mouvoir il ne se vit doté que de deux pattes de lièvre. Mais il était aussi doté de magnifiques plumes de paon et portait les palmes ... Les palmes académiques. Cet être, dieu par sa mère, était le Vénéré Bitard (L.S.T.!). Pourtant Junon, horrifiée par l'aspect de son divin enfant, le projeta par dessus monts et vallées et ce dernier tomba dans les forêts de Ligugé. Par de nombreux miracles, il y fit connaître sa nature divine aux autochtones et ces derniers lui rendirent un culte en bâtissant un sanctuaire en son honneur. Au cinquième siècle, Saint Martin convertit de nombreux indigènes à sa religion. Le sanctuaire devint un couvent. Mais des initiés, refusant les idées nouvelles, s'enfuirent dans les bois avec les reliques du Vénéré Bitard (L.S.T.!) et enseignèrent leurs croyances à leurs enfants. C'est ainsi qu'au fil des siècles, leurs mystères furent transmis aux membres de l'Ordre du Vénéré Bitard (L.S.T.!)."

## Dans les arts et l'architecture
Dans les années 1950, à la demande de l'Université de Poitiers, le peintre Yvan Gallé a réalisé une fresque intitulée La Chasse au Bitard, qui orne l'un des murs de la salle du restaurant des résidences universitaires Roche d'Argent à Poitiers.

En 2015, des cartes postales des artistes Ciro Tota et Mohammed Aouamri représentant le Bitard ont  été éditées, dans le cadre du festival BD de Ligugé.

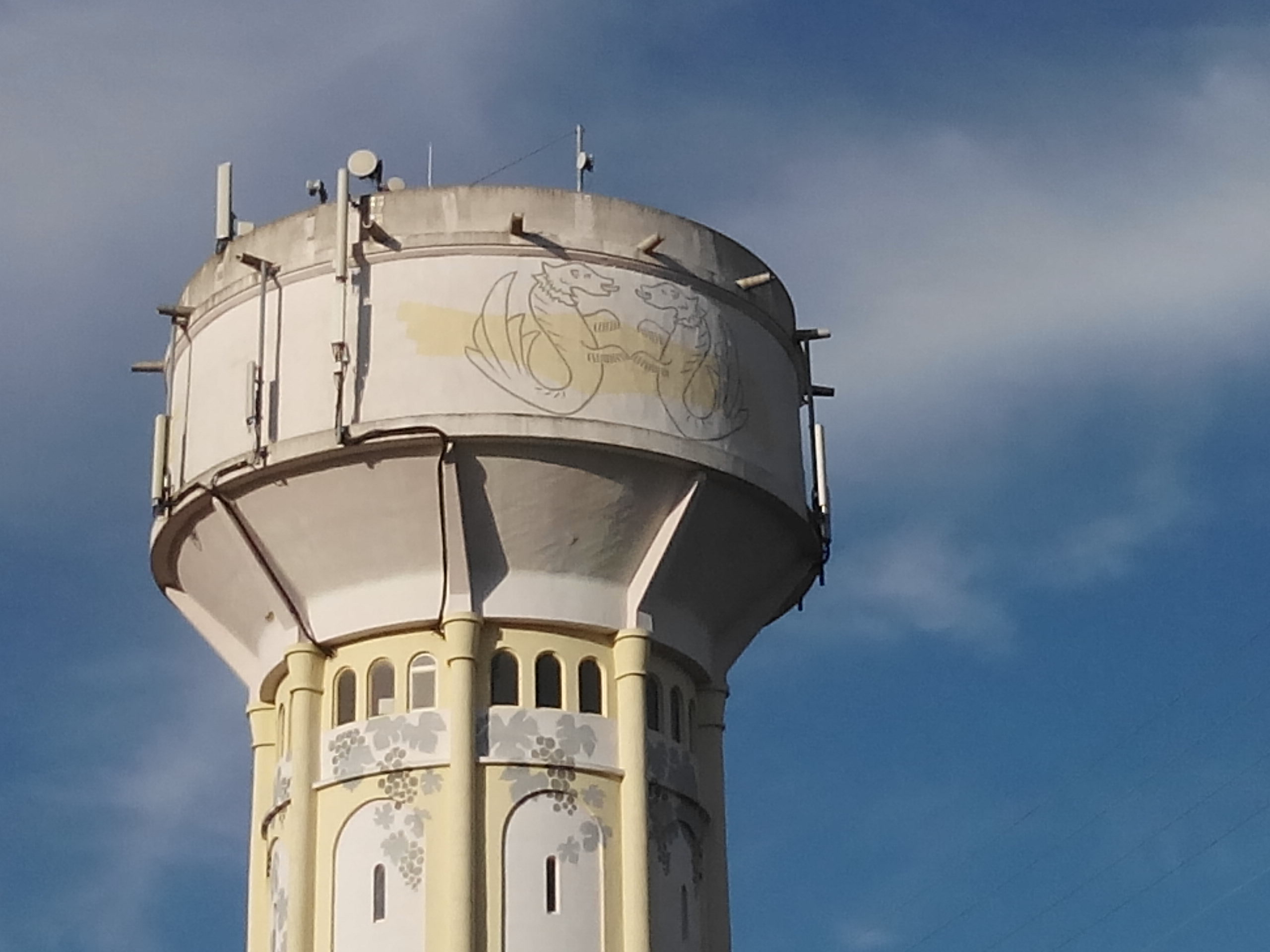
Château d'eau du quartier de la Pierre Levée à Poitiers.

Un château d'eau est dédié au Bitard. La peinture de celui-ci a été réalisée en 2007, elle représente au sommet 6 bitards stylisés, répartis sur tout le pourtour, ainsi que des grappes de raisins sur le corps de l'ouvrage et une citation de François Rabelais a l'entrée. Son emplacement n'est pas dû au hasard: le château d'eau est localisé dans le quartier de la Pierre Levée, un lieu de réjouissances étudiantes selon Rabelais. 

## L'ordre et le Bitard
Selon Le Nouvel Observateur, l'ordre du Bitard est une « association créée en 1922, pour « donner vie à l’héritage orgiaque et pantagruélique laissé par Rabelais, étudiant de Poitiers en 1431 ».
Les dignitaires de l'ordre du Bitard, surnommés les bitards, maintiennent à Poitiers des traditions historiques, comme la chasse au Bitard et la Semaine Estudiantine, ainsi que des traditions vestimentaires spécifiques (port d'une cape, de la faluche). L'Ordre du Bitard s'inspire également de François Rabelais et de ses écrits. Par respect ou par dérision, le nom du Vénéré (le Bitard), les bitards s'imposent de toujours faire suivre le nom du Bitard, oralement ou par écrit, de l'abréviation « L.S.T. ! » qui signifie « Loué soit-il ! ».

### Hiérarchie
L'ordre du Vénéré Bitard est dirigé par le Grand Maistre. Il est composé de commandeurs et de chevaliers, les dignitaires de l'ordre, et des novices et chabousses d'autre part.

### Traditions vestimentaires
Les dignitaires portent une faluche, coiffe traditionnelle des étudiants de France. Chaque faluche est personnelle et ornée comme le veulent les usages et les traditions bitardes. La faluche des dignitaires porte un chevron. À cette coiffure richement décorée et ornée, les dignitaires associent une cape de couleur différente selon le rang.

### L'ordre et les évolutions sociétales

#### La relation historique entre l'ordre du Vénéré Bitard et les faluchards.
Il existe une relation historique étroite entre l'ordre du Vénéré Bitard et les faluchards, créés les mêmes années de la fin du XIXe siècle. Tous sont attachés au personnage rabelaisien et par conséquent au respect des libertés individuelles et collectives.

#### Les femmes
L'acceptation des femmes (les chabousses) dans l'ordre est récente et remonte aux années 1980.[réf. nécessaire]
Depuis 2012, trois femmes ont accédé au titre de Grand Maistre de l'ordre du Vénéré Bitard .

### La musique

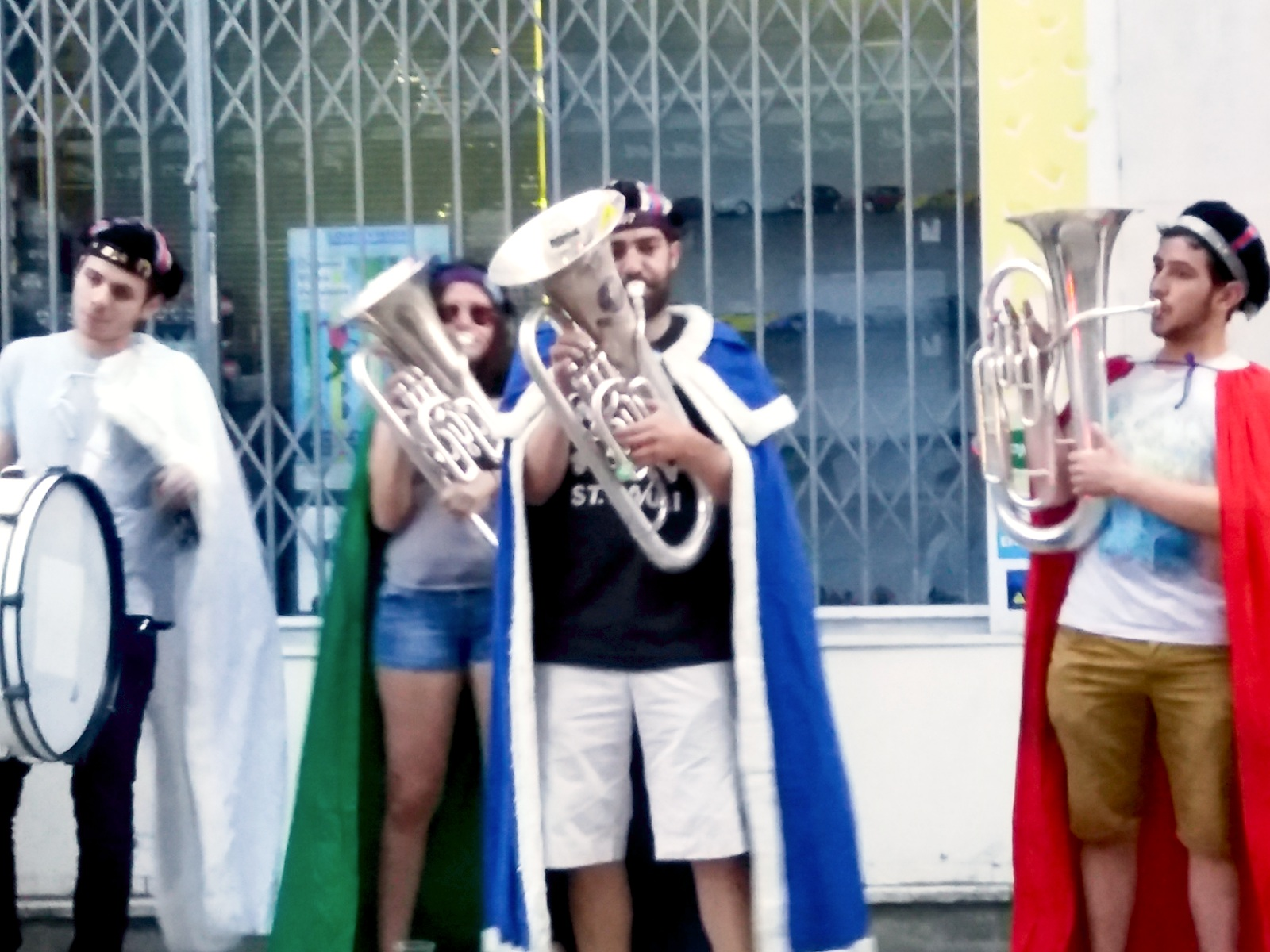
Les Chiures de Mouche lors d'un concert impromptu dans la Grand'Rue.

Parallèlement à l'ordre par lui-même, se perpétue une fanfare hétéroclite. Y sont admis tous ceux qui savent jouer d'un instrument ou veulent apprendre à en jouer. Et au-delà de cette fanfare, se font et se défont des cliques, orchestres, jazz bands de toutes sortes, sans cesse renouvelés par les nouvelles générations d'estudiants pictaves.
Parmi les repères de l'ordre et des musiciens de l'ordre, on peut citer les Haricots rouges et les Pépères.
Les fanfares issues de l'ordre ont porté divers noms (la Horde, le Old Serpillères jazz Band entre autres), la formation actuelle, émanation sonore de l'Ordre, étant Les Chiures de Mouches.
Fin des années 60, Boby Lapointe participe à la Semaine Estudiantine organisée par l'Ordre du Bitard. Il sera d'ailleurs intronisé chevalier à cette occasion.

### L'Ordre et la ville de Poitiers
Tous les ans, une Semaine Estudiantine est organisée sur Poitiers. La ville est alors rebaptisée "Bitardbourg" durant le temps des festivités. Des activités sont proposées aux étudiants sur les différents campus l'Université (rallye, soirées à thèmes, jeux, apéritifs...). C'est l'occasion de découvrir la ville et ses différents lieux symboliques étudiants (l'église Saint-Porchaire dont la cloche sonnait les cours à l'Université, la Pierre Levée où, selon François Rabelais, les étudiants allaient banqueter et où ils gravaient leur nom avec un couteau ...).
Sur le campus de Poitiers, on peut trouver depuis 1976 un autre type de symbole folklorique, devant la Résidence Universitaire Rabelais: une statue en béton représentant un phallus (« blanche verge et les sept mains »), érigée par l'ordre du Bitard. La sculpture accidentellement détruite, lors de travaux en octobre 2015, fut reconstruite en avril 2016.